# John-Henry Krueger
John-Henry Krueger (Pittsburgh, 27 maart 1995) is een Amerikaans shorttrackschaatser. Hij trainde mee met de Nederlandse shorttrackschaatsers in Heerenveen, bij Jeroen Otter. Op 17 februari 2018 won hij zilver op de 1000 meter tijdens de Olympische Winterspelen in Pyeongchang. Na afloop van de Spelen van Pyeongchang besloot Krueger voor Hongarije uit te komen.

## Persoonlijk records
| Afstand    | Tijd     | Datum            | Locatie                | Locatie                          | Overig |
| Afstand    | Tijd     | Datum            | Baan                   | Plaats                           | Overig |
| ---------- | -------- | ---------------- | ---------------------- | -------------------------------- | ------ |
| 500 meter  | 40,558   | 21 oktober 2012  | Olympic Oval           | Calgary, Canada                  |        |
| 1000 meter | 1.23,714 | 14 december 2014 | Oriental Sports Center | Shanghai, China                  |        |
| 1500 meter | 2.11,501 | 5 november 2016  | Olympic Oval           | Calgary, Canada                  |        |
| 3000 meter | 4.59,280 | 18 januari 2015  | Utah Olympic Oval      | Salt Lake City, Verenigde Staten |        |